# Municipio de Flint (Illinois)
El municipio de Flint (en inglés: Flint Township) es un municipio ubicado en el condado de Pike en el estado estadounidense de Illinois. En el año 2010 tenía una población de 96 habitantes y una densidad poblacional de 2,29 personas por km².

## Geografía
El municipio de Flint se encuentra ubicado en las coordenadas 39°42′58″N 90°40′7″O / 39.71611, -90.66861. Según la Oficina del Censo de los Estados Unidos, el municipio tiene una superficie total de 41.88 km², de la cual 39,66 km² corresponden a tierra firme y (5,31 %) 2,22 km² es agua.

## Demografía
Según el censo de 2010, había 96 personas residiendo en el municipio de Flint. La densidad de población era de 2,29 hab./km². De los 96 habitantes, el municipio de Flint estaba compuesto por el 94,79 % blancos y el 5,21 % eran de una mezcla de razas. Del total de la población el 0 % eran hispanos o latinos de cualquier raza.